# Zacharie l'escarcelle
Zacharie l'escarcelle (en russe : Захар-Калита Zakhar-kalita) est un recueil publié en français en 1971 qui rassemble quatre récits écrit entre 1958 et 1965 par l'écrivain russe Alexandre Soljenitsyne.

## Contenu
- Études et Miniatures (Krokhotki), écrit de 1958 à 1960.
- Zacharie l'escarcelle (Zakhar-kalita), écrit en 1965.
- La Main droite (Pravaïa kist' ), écrit en 1960.
- La Procession de Pâques (Paskhal'nyï krestnyï khod), retraduit en 2007 sous le titre La Procession pascale.

## Éditions françaises
- Zacharie l'escarcelle, traduit par Lucile Nivat, Georges Nivat et Alfreda Aucouturier, Paris, Julliard, 1971 ; réédition, Paris, Union générale d'éditions,  « 10/18 » no 738, 1972, 128 pages.
- Zacharie l'escarcelle (avec deux récits supplémentaires : Pour le bien de la cause et Quel dommage !), traduit par Lucile Nivat, Georges Nivat, Alfreda Aucouturier, Léon et Andrée Robel, Paris, Fayard, 2007, 198 pages.